# I Liceum Ogólnokształcące im. Jana Śniadeckiego w Siemianowicach Śląskich
I Liceum Ogólnokształcące im. Jana Śniadeckiego w Siemianowicach Śląskich – państwowe liceum ogólnokształcące założone w 1923 roku w Siemianowicach Śląskich na miejscu niemieckiej szkoły jako dwie szkoły – męska i żeńska, które zostały połączone w gimnazjum koedukacyjne oraz upaństwowione w 1932 roku. 

## Historia
Budynek szkoły wzniesiono na parceli mistrza stolarskiego Luchsa w 1896 roku. W dzisiejszym budynku szkoły pierwotnie znajdowała się niemiecka szkoła, która wprowadziła się do tego gmachu w październiku 1897 roku. 18 października 1897 roku budynek szkoły został poświęcony. Od 1901 roku szkoła kształciła chłopców i dziewczęta; w 1920 roku wprowadzono język polski do nauczania jako nieobowiązkowy, który po przyłączeniu Huty Laury do Polski stał się językiem nauczanym obowiązkowo. Niemieckie liceum i szkoła realna zostały zamknięte 1 kwietnia 1923 roku, a na ich miejsce utworzono dwie polskie szkoły – męską i żeńską. Polskie liceum żeńskie im. św. Teresy od Dzieciątka Jezus oraz polska szkoła realna im. św. Stanisława Kostki zostały otwarte we wrześniu 1923 roku; pierwszym dyrektorem szkoły został ks. dr Józef Jelito. 
Od 1925 roku szkoły funkcjonowały pod nowymi nazwami: żeńskiego Komunalnego Gimnazjum im. Marii Konopnickiej oraz męskiego Komunalnego Gimnazjum im. Jana Śniadeckiego. Upaństwowienie szkoły nastąpiło 1 kwietnia 1932 roku i szkoły połączono w Państwowe Gimnazjum Koedukacyjne im. Jana Śniadeckiego. We wrześniu 1939 roku w budynku szkoły stacjonowało krótko Wojsko Polskie, a po klęsce wrześniowej szkoła na okres czterech lat stała się niemiecką szkołą średnią. 
Po II wojnie światowej druga matura odbyła się w 1947 roku. Na 65. rocznicę istnienia szkoły otrzymała ona sztandar. 1 września 2023 roku odbyły się uroczystości z okazji 100-lecia szkoły (jest to najstarsza szkoła ponadpodstawowa w mieście). Partnerem merytorycznym szkoły jest Politechnika Krakowska im. Tadeusza Kościuszki oraz inne uczelnie wyższe.

## Architektura
Szkoła mieści się w gmachu z 1896 roku, przy ul. Stanisława Wyspiańskiego 5. W 2. połowie lat 30. XX wieku został on znacząco przebudowany. Jego elewacja jest wykończona szarymi cegłami. Budynek szkoły został wpisany do gminnej ewidencji zabytków Siemianowic Śląskich.

## Absolwenci (wybór)
- Alicja Boncol – wokalistka country[9]
- Michał Bryś – aktor, kucharz[9]
- Agnieszka Dygacz – chodziarka, olimpijka[9]
- Elżbieta Grochowska-Niedworok – farmaceutka[9]
- Antoni Halor – reżyser, artysta plastyk[9]
- Andrzej Iwanecki – biskup[10]
- Zdzisław Janeczek – historyk[11]
- Kazimierz Karabasz – reżyser[9]
- Włodzimierz Kulisz – prezydent Siemianowic Śląskich[9]
- Henryk Mrozek – prezydent Siemianowic Śląskich[9]
- Danuta Sobczyk – p.o. prezydenta Siemianowic Śląskich[9]
- Elżbieta Stephan(inne języki) – fizyczka jądrowa[9]
- Andrzej Szymczyk – policjant[9]
- Adam Weintrit – kapitan żeglugi wielkiej, specjalista z zakresu nawigacji morskiej[9]
- Grzegorz Widera – aktor[9]
- Bogdan Zeler – literaturoznawca[12]